# Ismet Lushaku
Ismet Lushaku, född 22 september 2000, är en svensk-kosovansk fotbollsspelare som spelar för IFK Norrköping.

## Karriär

### Klubblag
Ismet Lushakus moderklubb är IFK Eskilstuna. Som 16-åring gjorde han flytten till AFC Eskilstuna. När han var 18 år gammal skrev han på sitt första A-lagskontrakt med AFC Eskilstuna.
Under sin första seniorsäsong var han registrerad hos både AFC Eskilstuna och IFK Eskilstuna, vilket gjorde det möjligt för honom att representera båda klubbarna säsongen 2019. Bara veckor efter det att han skrivit på sitt A-lagskontrakt fick han göra allsvensk debut. Det sedan han fått göra ett inhopp i 1-1-matchen mot Helsingborgs IF den 18 maj 2019. Totalt blev det 13 allsvenska matcher för Lushaku under hans debutsäsong, trots att AFC Eskilstuna åkte ur allsvenskan gjorde hans insatser att han drog till sig intresse från både engelska Southampton och spanska Villarreal.
Efter säsongen 2021 lämnade han AFC Eskilstuna. Den 17 januari 2022 värvades Lushaku av Varbergs BoIS, där han skrev på ett fyraårskontrakt.

Efter säsongen 2023 ryktades Ismet till IFK Norrköping, och den 27e december 2023 presenterades han för klubben, med en kontraktslängd på tre år. 

### Landslag
Ismet Lushaku är född och uppvuxen i Sverige men då hans föräldrar kommer från Kosovo hade han möjlighet att representera bägge landslagen.
Bara dagar efter att han gjort sin allsvenska debut i maj 2019 blev Lushaku för första gången uttagen i Kosovos U21-landslag. Han hade dessförinnan varit uttagen till landets U19-landslag men då inte fått någon speltid. Hans debut i U21-landslaget klarades av den 6 juni 2019, då han fick en halvtimmes speltid i 4-0-segern mot Andorra i EM-kvalet.
I december 2019 blev Lushaku för första gången uttagen i Kosovos A-landslag, då han kallades till januariturnén 2020. Den 12 januari 2020 gjorde han sin A-landslagsdebut för Kosovo, då han gjorde ett inhopp i den 33:e minuten i 0-1-förlusten mot sitt hemland Sverige.

## Statistik
| Klubb                | Säsong             | Liga                      | Liga    | Liga | Nationell cup | Nationell cup | Totalt  | Totalt |
| Klubb                | Säsong             | Division                  | Matcher | Mål  | Matcher       | Mål           | Matcher | Mål    |
| -------------------- | ------------------ | ------------------------- | ------- | ---- | ------------- | ------------- | ------- | ------ |
| AFC Eskilstuna       | 2019               | Allsvenskan               | 13      | 0    | 1             | 0             | 14      | 0      |
| AFC Eskilstuna       | 2020               | Superettan                | 27      | 2    | 3             | 1             | 30      | 3      |
| AFC Eskilstuna       | 2021               | Superettan                | 25      | 0    | 1             | 0             | 26      | 0      |
| AFC Eskilstuna       | Totalt             | Totalt                    | 62      | 2    | 5             | 1             | 67      | 3      |
| IFK Eskilstuna (lån) | 2019               | Division 3 Södra Svealand | 1       | 0    | 0             | 0             | 1       | 0      |
| Totalt i karriären   | Totalt i karriären | Totalt i karriären        | 63      | 2    | 5             | 1             | 68      | 3      |